# Revolta (competició ciclista)
La Revolta, nom estilitzat com a ReVolta, fou una cursa ciclista femenina que es disputà en quatre edicions a Catalunya. La prova, que devia el seu nom a les xarxes socials, fou organitzada per la Volta Ciclista a Catalunya Associació Esportiva i es va celebrar per primer cop el 2018, quan es va fer coincidir amb la darrera etapa de la 98a edició de la Volta a Catalunya.
El 2024 la prova va ser substituïda per la Volta Ciclista a Catalunya, una cursa per etapes.

## Història
La primera edició de la Revolta es va celebrar el 25 de març del 2018, coincidint amb la darrera etapa de la Volta a Catalunya de 2018. Les 118 ciclistes inscrites havien de rodar durant 45 minuts més una volta extra al voltant d'un circuit de 3,85 km per la muntanya de Montjuïc, a Barcelona. D'aquesta manera, s'aprofitava la infraestructura i la cobretura televisiva de la prova ciclista masculina, que acabaria al mateix circuit. La vencedora d'aquesta primera edició de la Revolta fou Lauren Stephens (Cylance ProCycling), qui va guanyar Lorena Llamas (Movistar Team) a l'esprint. La ciclista sub-23 Sofia Rodríguez (Sopela Women Team) va quedar tercera, a 9 segons.
Malgrat que es pretenia que esdevingués una competició anual, a causa de diverses incidències no es va tornar a celebrar fins al 2021. L'edició del 2019 no es va poder organitzar perquè a la data escollida, el 31 de març de 2019, coincidint amb la darrera etapa de la Volta 2019, ja hi havia una altra competició ciclista femenina de categoria superior programada. El 2020, s'havia programat la cursa pel 12 de juliol, en un recorregut que havia de transcórrer per Sant Cugat del Vallès; però, a causa de l'epidèmia de la covid-19, el 5 de maig es va decidir suspendre-la fins a l'any següent.
L'11 de gener de 2021, es va anunciar que la segona edició de la Revolta se celebraria el 30 de maig següent al llarg d'un circuit que tindria inici i final a Sant Cugat del Vallès. Això demostrava la voluntat de l'organització de dotar a la competició d’una entitat pròpia ja que es presentava una data i un recorregut propi de 97 km, amb dues dificultats muntanyoses a superar: l’Alt de la Capçuda (tercera categoria) i l’Alt de la Creu d’Aragall (primera categoria). La vencedora d'aquesta segona edició fou la noruega Katrine Aalerud (Movistar Team).
Un any més tard, durant la presentació de l'edició de 2022, el director de la prova, Rubèn Peris, va confirmar que es pretenia fer de la Revolta una competició internacional i que esdevingués una prova per etapes el 2023. A l'hora de la veritat, l'edició de 2023 va seguir sent una clàssica; però, per primer cop, era considerada de categoria internacional UCI (1.1), incrementava el seu quilometratge i era retransmesa en directe per televisió.
Finalment, el 21 de desembre de 2023 es va anunciar que, el 2024, la Revolta faria el salt a una prova de tres etapes i passaria a anomenar-se Volta a Catalunya. La nova competició va debutar amb categoria UCI 2.1, fet que permetia la participació de fins a set equips UCI Women’s World Team, a més d’equips UCI Women’s Continental Teams (la segona categoria) i també d’equips nacionals.

## Palmarès
| Any  | Vencedor         | Segon                  | Tercer                 |
| ---- | ---------------- | ---------------------- | ---------------------- |
| 2018 | Lauren Stephens  | Lorena Llamas García   | Sofia Rodriguez Revert |
| 2021 | Katrine Aalerud  | Vita Heine             | Anna Baidak            |
| 2022 | Clara Koppenburg | Mireia Benito Pellicer | Aurela Nerlo           |
| 2023 | Claire Steels    | Clara Koppenburg       | Josie Talbot           |